# Warschau (distrikt)

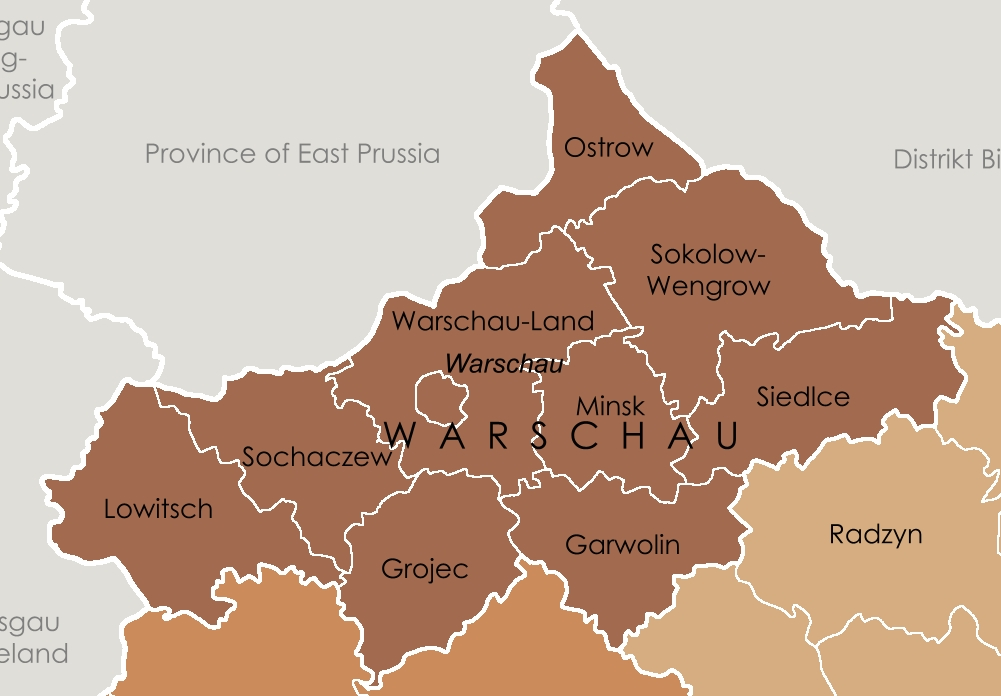
Administrativ karta över distriktet Warschau år 1941.

Warschau (Warszawa) var 1939–1945 ett administrativt distrikt inom Generalguvernementet, den del av Polen som inte inkorporerades i Tyska riket. Distriktet Warschau var indelat i tio län: Garwolin, Grojec, Lowitsch, Minsk, Ostrow, Siedlce, Sochaczew, Sokolow-Wengrow, Warschau och Warschau-Land.

## Administration
Guvernör för civilförvaltningen
- Ludwig Fischer: 1939–1945

Stabschef
- Heinrich Barth: 1939–1940
- Herbert Hummel: 1941–1944 (vice guvernör 1943–1944)
- Friedrich Gollert: 1944–1945

SS- och polischef (SS- und Polizeiführer, SSPF)
- Paul Moder: 1939–1941
- Arpad Wigand: 1941–1943
- Ferdinand von Sammern-Frankenegg: 1942–1943
- Jürgen Stroop: 1943
- Franz Kutschera: 1943–1944
- Walter Stein: 1944
- Paul Otto Geibel: 1944–1945

Kommendör för Ordnungspolizei
- Max Daume: 1939
- Karl Brenner: 1939–1940
- Max Montua: 1940
- Joachim Petsch: 1940–1942
- Rudolf Haring: 1942–1943
- Rudolf von Zamory: 1943
- Rudolf Haring: 1943–1944
- Wilhelm Rodewald: 1944
- Kurt Fischer: 1944–1945

Kommendör för Sicherheitspolizei och Sicherheitsdienst
- Lothar Beutel: 13 september 1939 — 23 oktober 1939
- Josef Meisinger: 23 oktober 1939 — 1 mars 1941
- Johannes Müller: 8 mars 1941 — 31 juli 1941
- Ludwig Hahn: 1 augusti 1941 — 16 december 1944
- Siegmund Buchberger: 16 december 1944 — 20 januari 1945